# Vanessa ishima
Vanessa ishima är en fjärilsart som beskrevs av Hans Fruhstorfer 1899. Vanessa ishima ingår i släktet Vanessa och familjen praktfjärilar. Inga underarter finns listade i Catalogue of Life.